# فريدريك أ. بايك
فريدريك أ. بايك هو محامي وسياسي أمريكي، ولد في 9 ديسمبر 1816 في كاليس في الولايات المتحدة، وتوفي بنفس المكان في 2 ديسمبر 1886. نشط حزبياً في الحزب الجمهوري. وقد انتخب عضو مجلس نواب مين ‏ وانتخب عضو مجلس النواب الأمريكي ‏.